# Star Wars Battlefront II (datorspel, 2017)
Star Wars Battlefront II är ett actionspel från 2017 utvecklat av DICE i samarbete med Criterion Games och Motive Studios och utgivet av Electronic Arts. Spelet är baserat på filmserien Star Wars och är baserat på föregångaren med samma namn. Den är uppföljaren på deras förra spel Star Wars Battlefront som även det spelet var baserat på spelet från 2005.
Spelet är det sjätte spelet i serien och släpptes över hela världen den 17 november 2017 för Playstation 4, Xbox One och Microsoft Windows.

## Kritik
Snabbt efter att spelet släppts fick spelet mycket kritik på sociala medier på grund av så kallade mikrotransaktioner där man kunde köpa sig bättre i spelet med riktiga pengar där man fick bättre vapen än andra vilket gav spelaren en stor fördel mot de andra spelarna. Man betalade riktiga pengar för "lootlådor" eller lootboxes på engelska där man fick slumpmässiga saker ur lådorna vilket därför inte garanterade någonting spelaren ville ha. Efter dessa stora mängder kritik tog Electronic Arts bort alla mikrotransaktioner ur spelet. Spelet fick medelmåttiga betyg i recensioner från bland annat metacritics, IGN och Gamespot.